# Isoschizoporella virgula
Isoschizoporella virgula är en mossdjursart som beskrevs av Hayward och Thorpe 1988. Isoschizoporella virgula ingår i släktet Isoschizoporella och familjen Eminooeciidae. Inga underarter finns listade i Catalogue of Life.